# البلدة التي قبلك (مسرحية)
مسرحية البلدة قبلك هي مسرحية كوميدية للكاتبة البريطانية هانا كاولي عرضت لأول مرة في عام 1794. وتضمن فريق العمل الاساسي ويليام توماس لويس في دور تيبي، جون كويك بدور السير روبرت فلوير، جوزيف جورج هولمان في دور كونواي، ألكسندر بوب في دور أسجيل جوزيف شبرد موندن مثل همفري، جون فوسيت في دور فانكورت، جون برنارد بدور اسيد، وإيزابيلا ماتوكس في دور السيدة فانكورت وجين بوب في دور السيدة هوراتيا هورتون.

## ملخص
السير روبرت فلوير فارس ويلز هو شخص ضعيف، ومتكبر، ومتباهي، ولكنه كريم، مفعم بالحيوية، ومتعلق بشدة بأبنته جورجينا، تأتي جورجينا إلى المدينة بدعوة من عضو في المقاطعة، بهدف الحصول على مكانة في المقاطعة، وكان السير فلوير فخورا بنفسه جدا لامتلاكه منصب الشريف السامي في المقاطعة، وايضا تم منحه لقب فارس.  
فانكورت وتيبي هما محتالان، الباحث السابق، الذي انفق كل ثروة زوجته واستغل مرضها الشديد والاخر الرجل العبقري الذي يكون حظه من أفضل ما يكون عندما يظهر محاكاة دقيقة لاحدى اقرانه، والذي دائما ما يخطئ في سيادته ويحول التماثل لصالحه، هؤلاء المحتالين يضعون مصيدة لفارس ويلز وتشكل نجاحاتهم واكتشافهم عامل مهم من الجزء الكوميدي من المسرحية جنبًا إلى جنب مع غرابة همفري، جورجينا ابنة الفارس هي فتاة مرحة. وعشيقها كونواي لديه بعض المشاهد اللطيفة والجذابة. السيدة هوراتيا وعشيقها أسجيل يمثلواالحبكة الاساسية للقصة وهي سيدة ارملة مدركة مزايا اسيجل لكنها تخفي ولعها، حتى تسمع أنه في نوبة من اليأس فقد ادخل نفسه على مركب رجل حرب، ثم اعترفت لسيجل، أمام عمه السيد سيمون، في موجة من الحنان والتعاطف بشغفها؛ بعد ذلك أخبرها السيد سيمون أن حاجتها لأسجيل كان مجرد مثال، وفرض حيلة له لتجربة عاطفتها.
جيني هي خادمة الغرف وشقيقة تيبي، تحبك مؤامرة لتزويج اخيها من جورجينا، ولكن مع ذلك، يحدث الإجهاض، ويتم الاتحاد بين السيدة هوراتيا وأسجيل، وجورجينا وكونواي.  
أسيد هو متذوق جاهل، الذي يهدد ببيتر بيندار المجتمع الملكي بأكمله.
السيدة فانكورت، التي تعتبر فضيلتها دليلًا على الضيق، والتي تشك في مخططات زوجها ضد جورجينا، تتخذ زي سافويارد وآدابها، وتحذرها من لفت انتباه تلك السيدة الشابة، بحجة الكشف عن ثروته. يتم اكتشاف خدماتها للفارس الذي يكافئها بامتنانه وحمايته.
تراجعت هذه الكوميديا لبعض الوقت ولكنها ظهرت مرة أخرى في الثاني والعشرون من كانون الاول مع تطورات كبيرة وبعض التعديلات الحكيمة وتم استبعاد أسيد تماما.